# 瓦尔图南什
瓦尔图南什（法語：Valtournenche，法語發音：[valtuʁnɑ̃ʃ]）是意大利瓦莱达奥斯塔大区的一个市镇。总面积115平方公里，人口2210人，人口密度19.2人/平方公里（2009年）。ISTAT代码为007071。